# Sordin (musikalbum)
Sordin är ett musikalbum från 1972 av John Holm, tillika hans debutalbum som soloartist. Sordin betraktas av många som John Holms viktigaste verk, och innehåller också ett par av hans mest betydelsefulla låtar, "Den öde stranden" och "Ett enskilt rum på Sabbatsberg". Den förstnämnda har spelats in i en mängd coverversioner, bland annat av Commando M Pigg (som kallade den "Sommaren dör"), Gyllene Tider (på DVD), Marie Fredriksson och Per Gessle. Sordin producerades av den legendariske musikproducenten Anders Burman, vilken också var den som upptäckte John Holm och kontrakterade honom till grammofonbolaget Metronome. Sordin ingår i sin helhet och i remastrad version i samlingsboxen Främmande natt - John Holm 1967-97 från 1997. Flertalet melodier, i remastrad versioner, ingår även i samlingsalbumet Guldkorn från 2001. Samtliga låtar på Sordin är skrivna av John Holm själv. Skivan rankades av Sonic Magazine i juni 2013 som det 11:e bästa svenska albumet någonsin.

## Skivnummer
- 1972 LP Metronome MLP 15.445
- 1990 CD WEA 9031-70866-2

## Låtförteckning
Sida A
1. "Den öde stranden" - 3:10
2. "Sommaräng" - 2:45
3. "Min skuld till dig" - 3:15
4. "Om den blå himlen" - 5:25
5. "Långt bort härifrån" - 4:45

Sida B
1. "Är det så det ska va?" - 2:50
2. "Får man leva för det" - 6:25
3. "Svarte kungen" - 5:05
4. "Ett enskilt rum på Sabbatsberg" - 4:45

## Medverkande
- John Holm - sång, akustisk gitarr & munspel
- Gunnar Lundestam - akustisk gitarr
- Marie Bergman - sång & körsång
- Kenny Håkansson - elgitarr
- Rolf Wikström - elgitarr
- Alain Leroux - orgel
- Thomas Jutterström - orgel
- Björn J:son Lindh - blockflöjt
- Mike Watson - elbas
- Göran Malmberg - elbas
- Ola Brunkert - trummor

## Övrig credit
- Anders Burman - producent
- Rune Persson - ljudtekniker
- Åke Eldsäter - ljudtekniker